# El Campo (Cantabria)
El Campo es una localidad del municipio de Valle de Villaverde (Cantabria, España). En el año 2008 contaba con una población de 5 habitantes (INE). La localidad se encuentra a 240 metros de altitud sobre el nivel del mar, y a 3 kilómetros de la capital municipal, La Matanza.
- Datos: Q5821177